# Phapitreron
Phapitreron Bonaparte, 1854 è un genere della famiglia dei Columbidi (sottofamiglia Raphinae, tribù Turturini), endemico delle Filippine.

## Tassonomia
Il genere Phapitreron comprende le seguenti specie:
- Phapitreron leucotis (Temminck, 1823) - tortora bruna guancebianche;
- Phapitreron amethystinus Bonaparte, 1855 - tortora bruna ametista;
- Phapitreron cinereiceps (Bourns e Worcester, 1894) - tortora bruna di Tawitawi;
- Phapitreron brunneiceps (Bourns e Worcester, 1894) - tortora bruna di Mindanao.